# Flor y raíz
Flor y raíz es un álbum del músico argentino Pedro Aznar, lanzado en 2021. Este disco fue grabado en vivo en el teatro de la Usina del Arte en marzo de 2021 en una presentación sin público.
Este álbum contiene un compilado de canciones latinoamericanas, con un tema propio: Reverdece, grabado junto a Soledad.
Ha sido nominado al Latin GRAMMY 2022 en la categoría Mejor Álbum Folclórico.

## Lista de Canciones
1. Cardo o Ceniza - (Chabuca Granda)
2. Perfume de Carnaval - (Peteco Carabajal)
3. La Llorona - (Tradicional)
4. Zamba Para No Morir - (Hamlet Lima Quintana, Norberto Ambrós, Héctor Rosales)
5. El Violín de Becho - (Alfredo Zitarrosa)
6. El Cosechero (Feat. Juan Nuñez) - (Ramón Ayala)
7. Construcción - (Chico Buarque)
8. Chacarera De Los Gatos - (María Elena Walsh)
9. Cartas De Amor Que Se Queman - (Cuchi Leguizamón, Manuel Castilla)
10. Dos Gardenias - (Isolina Carrillo)
11. Maldigo Del Alto Cielo - (Violeta Parra)
12. Reverdece (Feat. Soledad Pastorutti) - (Pedro Aznar)